# ブナハリタケ
ブナハリタケ（橅針茸・山毛欅針茸、学名: Mycoleptodonoides aitchisonii）は、マクカワタケ科ブナハリタケ属に属する食用キノコ。全体的に色が白からクリーム色となるのが特徴である。和名の由来は、主にブナの枯れ木に発生し、傘下のヒダの部分が針状の突起がびっしり生えていることから。その名のとおり、ブナ、カエデなどの枯れ木に重なるように張り付き、密度を高くして発生する。秋田県や山形県では、カヌカやブナカヌカなどの地方名でよばれている。

## 生態
日本とインド北部（カシミール）のみに分布する。
木材腐朽菌（腐生菌、腐生性）。初秋から中秋にかけて、ブナやイタヤカエデなどの広葉樹の倒木や枯れ木、切り株などにおびただしく重生する。深山の原生林の古木に発生することが多い。香りが強く、群生していると近づくだけでわかる。

## 形態
傘は不揃いな半円形から扇形、あるいはへら状で、径は3 - 10センチメートル (cm) になり、縁部は薄く、全縁が波打っていたり切れ込んで鋸歯状になったり形状はさまざまである。傘の裏面はヒダではなく、2 - 3ミリメートル (mm) の長さの針状のものが垂れ下がっているのが特徴である。傘の色は最初は白色であるが、のちに黄色を帯びてくる。柄はほとんど確認できない。肉は白色で、スポンジ状になっており水分を含みやすい。やわらかいが、乾燥すると強靱になる。酢酸ブチルエステルの甘い香りがする。

## 食用
キノコ狩りで採取すると爽やかな独特の香気がする。肉質はもろそうに見えるが、歯ごたえがよく、俗に「山の肉」とも言われていた。一種独特な香りと皮っぽい歯ごたえは、食べる人の好みが分かれるキノコでもある。水分を吸う性質があるので、採取したら余計な水分は絞り出す。湯がいて下処理してから、すき焼き、けんちん汁、鍋物、バター炒め、野菜炒め、酢の物、唐揚げなどにして食す。炊き込みご飯にすると、マツタケに似た香りがする。強い香りが気になる場合は、一度茹でこぼすと良いといわれる。

## 似ているキノコ
形態的に似ているエゾハリタケ（Climacodon septentrionalis）は、傘の表面が繊維質で細網が密生し、縁部に不明瞭な環紋があるが、ブナハリタケの傘表面はなめらかである点で見かけられる。